# کشابپور
کشابپور (به لاتین: Keshabpur) یک منطقهٔ مسکونی در بنگلادش است که در ناحیه جسور واقع شده‌است. کشابپور ۲۵۸٫۵۳ کیلومتر مربع مساحت و ۲۵۳٬۲۹۱ نفر جمعیت دارد.